# بيرت بيرنز
بيرت بيرنز (بالإنجليزية: Bert Berns)‏ (و. 1929 – 1967 م) هو ملحن، كاتب غنائي من الولايات المتحدة الأمريكية ولد في مدينة نيويورك.

## روابط خارجية
- بيرت بيرنز على موقع IMDb (الإنجليزية)
- بيرت بيرنز على موقع ميوزك برينز (الإنجليزية)
- بيرت بيرنز على موقع قاعدة بيانات برودواي على الإنترنت (الإنجليزية)
- بيرت بيرنز على موقع أول ميوزيك (الإنجليزية)
- بيرت بيرنز على موقع ديسكوغز (الإنجليزية)